# Clément Fakhoury
Pour les articles homonymes, voir Fakhoury.
Clément Fakhoury, né le 6 juin 1964 à Dakar, est un tireur sportif sénégalais.

## Carrière
Clément Fakhoury pratique le skeet. Il est médaillé d'or aux Championnats d'Afrique de tir 2010 à Tipaza, médaillé d'argent aux Championnats d'Afrique de tir 2014 au Caire et aux Championnats d'Afrique de tir 2017 au Caire, et médaillé de bronze aux Championnats d'Afrique de tir 2011 à Salé ainsi qu'aux Championnats d'Afrique de tir 2019 à Tipaza.
Il est aussi médaillé d'argent en skeet par équipe aux Championnats d'Afrique 2011, aux Championnats d'Afrique 2014 et aux Championnats d'Afrique de tir 2015 au Caire. Il remporte la médaille de bronze en double trap par équipes aux Championnats d'Afrique 2015.